# Lissa-Ico (Ort, Vatuvou)
Lissa-Ico ist ein osttimoresischer Ort im Suco Vatuvou (Verwaltungsamt Maubara, Gemeinde Liquiçá). Er dehnt sich vom Südwesten der Aldeia Lissa-Ico bis in den Westen der Aldeia Mau-Ubu aus. Die Häuser bilden mehrere kleine Gruppen entlang einer Straße, die von Nord nach Süd entlang eines Bergrückens in einer Meereshöhe von 646 m verläuft. Die Grundschule Lissa-Ico befindet sich im Ortszentrum, an der Grenze der beiden Aldeias.